# Ехцел
Ехцел (њем. Echzell) општина је у њемачкој савезној држави Хесен. Једно је од 25 општинских средишта округа Ветерау. Према процјени из 2010. у општини је живјело 5.859 становника. Посједује регионалну шифру (AGS) 6440006.

## Географски и демографски подаци
Ехцел се налази у савезној држави Хесен у округу Ветерау. Општина се налази на надморској висини од 144 метра. Површина општине износи 37,6 km². У самом мјесту је, према процјени из 2010. године, живјело 5.859 становника. Просјечна густина становништва износи 156 становника/km².